# Anacharoides
Anacharoides (лат.) — род мелких орехотворок из подсемейства Aspicerinae (Figitidae). Африка. От близких родов отличаются следующими признаками: задняя часть скутеллюма вогнута; щитик с боковыми гребнями; затылочный киль присутствует дорсально (медиально прерван); затылок с поперечными полосами. Лицо с боковыми килями, простирающимися от латеральных глазков до усиковых бугорков. Паразитоиды тлеядных личинок короткоусых двукрылых (Brachycera).
- Anacharoides nicknacki Buffington & van Noort, 2009
- Anacharoides pallida Quinlan, 1979
- Anacharoides paragi Benoit, 1956
- Anacharoides quadrus Quinlan, 1979
- Anacharoides rufus (Kieffer, 1912)
- Anacharoides striaticeps Cameron, 1904
- Anacharoides stygius Benoit, 1956